# Robeisy Ramírez
Robeisy Eloy Ramírez Carrazana (Cienfuegos, Cuba; 20 de diciembre de 1993) es un boxeador profesional cubano. Desde abril hasta diciembre de 2023 fue campeón mundial de peso pluma de la Organización Mundial de Boxeo (OMB).  
En su palmarés como boxeador amateur se incluye la obtención de medallas de oro en dos ediciones consecutivas de los Juegos Olímpicos, primero en Londres 2012 y luego en Río de Janeiro 2016. También ganó medallas de oro en los Juegos Panamericanos de 2011, los Juegos Centroamericanos y del Caribe de 2014, y los Juegos Olímpicos de la Juventud 2010. Además de ganar el Campeonato Mundial de Boxeo Aficionado Juvenil de la Asociación Internacional de Boxeo (IBA).  

## Carrera amateur

### Juegos Olímpicos de la Juventud
En el año 2010, conquistó su primera medalla olímpica de oro en la categoría juvenil, durante los Juegos Olímpicos de la Juventud celebrados en Singapur. En su camino hacia la medalla de oro, Ramírez venció a los siguientes oponentes:
- En la ronda preliminar, derrotó a Stan Nicette de Seychelles con una puntuación de 17-3.
- En las semifinales, superó a Dawid Michelus de Polonia con un marcador de 3-1.
- En la final, se enfrentó a Shiva Thapa de India y ganó con un puntaje de 5-2.

### Campeonato Mundial de Boxeo Juvenil
En la edición juvenil que tuvo lugar en Singapur, compitió en la categoría de peso gallo y se destacó al ganar el torneo. A continuación, se detallan sus resultados:
- En preliminares venció al kasajo Ruslan Madiyev con un puntaje de 8-6 y al lituano Edgaras Skurdelis por detención por detención del árbitro.
- En octavos de final venció a Payam Khakrangin de Irán con un puntaje de 10-0.
- En cuartos de final superó a Juan Medina de República Dominicana por un puntaje de 14-1.
- En semifinales venció a Dawid Michelus de Polonia con un puntaje de 11-7.
- En la final, se enfrentó a Shiva Thapa de India y ganó con un puntaje de 14-1.

### Juegos Panamericanos
En el año 2011, participó en la edición de los Juegos Panamericanos realizada en Guadalajara, México, donde se obtuvo la medalla de oro en la categoría de peso mosca. Su camino hacia la medalla de oro incluyó las siguientes victorias:
- En los cuartos de final, derrotó a John Fraklin de Estados Unidos.
- En las semifinales, superó a Braulio Ávila de México con un puntaje de 20-7.
- En la final, se enfrentó a Dagoberto Aguero de la República Dominicana y ganó con una puntuación de 24-10.

### Juegos Centroamericanos y del Caribe
Buscando clasificarse para los Juegos Olímpicos de 2016, logró una medalla de oro en la edición Veracruz 2014. En su camino hacia la medalla dorada, obtuvo las siguientes victorias:
- En cuartos de final, derrotó a Joshuanthony Ortiz de Puerto Rico.
- En las semifinales, superó a Sergio Chirino Sánchez de México.
- En la final, venció a Héctor Luis García de la República Dominicana.[1]

### Juegos Olímpicos

#### Londres 2012
En su participación logró su primera medalla de oro olímpica. A lo largo del torneo, derrotó a los siguientes rivales:
- En dieciseisavos de final, venció a Katsuki Susa de Japón con un marcador de 19-7.
- En octavos de final, superó a Chatchai-decha Butdee de Tailandia con una puntuación de 22-10.
- En cuartos de final, derrotó a Andrew Selby del Reino Unido por 16-11.
- En las semifinales, se impuso a Michael Conlan de Irlanda con un puntaje de 20-10.
- En la final, derrotó a Tugstsogt Nyambayar de Mongolia con una puntuación de 17-14.

#### Río de Janeiro 2016
Clasificado debido a su victoria en los Juegos Centroamericanos de 2014, consiguió su segunda medalla de oro olímpica. A lo largo del torneo, logró las siguientes victorias:
- En los dieciseisavos de final, derrotó a Shiva Thapa con una puntuación de 3-0.
- En los octavos de final, superó a Mohamed Hamout de Marruecos por 2-1.
- En los cuartos de final, venció a Zhang Jiawei de China por 3-0.
- En las semifinales, se impuso a Murodjon Akhmadaliev de Uzbekistán por 3-0.
- En la final, venció a Shakur Stevenson de Estados Unidos con una puntuación de 2-1.

### Récord de boxeo amateur
Finalizó su carrera con un récord de 126 victorias, incluyendo 19 de ellas por nocaut, y 23 derrotas, de las cuales una fue por nocaut.

## Deserción
En julio de 2018 (en el marco de los XXIII Juegos Centroamericanos y del Caribe), abandonó un campo de entrenamiento del Equipo Nacional de Cuba en Aguascalientes, México. El Instituto Nacional de Deportes de Cuba anunció en su sitio web oficial que Ramírez había decidido "retirarse del equipo" y que "este tipo de actitudes están en contradicción con nuestros valores y la disciplina que caracteriza a nuestro deporte".

## Carrera profesional
Debutó el 10 de agosto de 2019 contra el estadounidense Adan Gonzalez, durante la pelea fue derribado por un gancho izquierdo en el primer round, resultando en una derrota por decisión dividida. En su siguiente pelea derroto al mexicoamericano Fernando Ibarra de Anda por nocaut en el sexto round. Consiguió dos victorias más hasta obtener una revancha frente a Adan Gonzalez, esta vez derrotándolo por decisión unánime.
El 9 de octubre de 2021, luchó en la cartelera de Tyson Fury vs. Deontay Wilder III, en un combate contra Orlando González Ruiz. Ganando el combate por decisión unánime. 

#### Ramírez vs Nova
El 18 de junio de 2022, se enfrentó a Abraham Nova en el marco de la cartelera de Joe Smith Jr vs. Artur Beterbiev. En los primeros momentos del tercer asalto, Nova conectó un golpe de mano derecha que desequilibró a Ramírez. Hacia el final de la tercera ronda, Ramírez logró lastimar a su oponente después de asestar dos golpes con su mano izquierda. En la quinta ronda, Ramírez lanzó un golpe directo con la mano izquierda a la cabeza de Nova, lo que provocó que este cayera a la lona. La pelea fue detenida por el árbitro después de la caída, y Robeisy Ramírez fue declarado ganador por nocaut.

### Campeón de peso pluma de la OMB

#### Ramírez vs Dogboe
El 1 de abril de 2023, estaba programado para enfrentar al ex campeón de peso pluma junior de la OMB, Isaac Dogboe, en un evento de transmisión de ESPN, celebrado en Tulsa, Oklahoma. En un principio, se había programado como una pelea por el título provisional, pero el 9 de febrero de 2023, se actualizó a una pelea por el campeonato vacante después de que el entonces campeón de peso pluma de la OMB, Emanuel Navarrete, renunciara a su título para competir en la categoría de peso superpluma. Ramírez salió victorioso en esta pelea por decisión unánime, con puntuaciones de 118-109, 119-108 y 117-110 a su favor. En la ronda final del combate, logró derribar a su oponente con un golpe de mano izquierda.

#### Ramírez vs Shimizu
El 25 de julio de 2023, llevó a cabo su primera defensa del título de peso pluma junior de la WBO en una velada que formó parte de la cartelera de la pelea entre Naoya Inoue y Stephen Fulton. En la quinta ronda del enfrentamiento, Ramírez logró derribar a Shimizu y luego continuó con una serie de golpes que dejaron a Shimizu sin capacidad de respuesta. Como resultado, el árbitro decidió detener el combate.

##### Ramírez vs Espinoza
Ramírez defendió su título por segunda vez ante el boxeador mexicano Rafael "El Divino" Espinoza en el Charles F. Dodge City Center, situado en Pembroke Pines, Florida. A pesar de ser el favorito en las apuestas, Ramírez perdió su campeonato por decisión mayoritaria, con puntuaciones de los jueces de 113-113, 112-114 y 111-115. Durante el combate, Ramírez logró derribar a Espinoza en el quinto asalto, pero en el duodécimo, Espinoza conectó una serie de golpes impactantes que resultaron en la caída de Ramírez.

## Títulos mundiales
- Campeón de peso pluma de la Organización Mundial de Boxeo (OMB).

### Títulos internacionales
- Campeón peso pluma junior de la North American Boxing Organization (NABF)
- Campeón peso pluma global de la Organización Mundial de Boxeo (OMB)

### Títulos nacionales
- Campeonato Nacional de Boxeo Playa Girón 2011
- Campeonato Nacional de Boxeo Playa Girón 2012
- Campeonato Nacional de Boxeo Playa Girón 2014
- Campeonato Nacional de Boxeo Playa Girón 2015
- Campeonato Nacional de Boxeo Playa Girón 2017

## Récord de boxeo profesional
| No. |          | Record | Opponent                | Type | Round, time  | Date               | Location                                               | Notes                                                           |
| --- | -------- | ------ | ----------------------- | ---- | ------------ | ------------------ | ------------------------------------------------------ | --------------------------------------------------------------- |
| 15  | Derrota  | 13-2   | Rafael Espinoza         | MD   | 12           | 9 Dic 2023         | Charles F. Dodge City Center, Pembroke Pines, Florida. | Pierde el título de peso pluma de la OMB                        |
| 14  | Victoria | 13–1   | Satoshi Shimizu         | TKO  | 5 (12) 1:08  | 25 Jul 2023        | Ariake Arena, Tokio, Japón                             | Retiene el título peso pluma de la OMB                          |
| 13  | Victoria | 12–1   | Isaac Dogboe            | UD   | 12           | 1 Apr 2023         | Hard Rock Hotel & Casino, Tulsa, Oklahoma, US          | Gana el título vacante de la OMB                                |
| 12  | Victoria | 11–1   | José Matías Romero      | TKO  | 9 (10), 2:20 | 29 Oct 2022        | Hulu Theater, New York City, New York, US              |                                                                 |
| 11  | Victoria | 10–1   | Abraham Nova            | KO   | 5 (10), 2:20 | 18 Jun 2022        | Hulu Theater, New York City, New York, US              | Gana el título vacante de la OMB global y la USBA de peso pluma |
| 10  | Victoria | 9–1    | Eric Donovan            | TKO  | 3 (10), 1:04 | 26 Feb 2022        | OVO Hydro, Glasgow, Escocia                            |                                                                 |
| 9   | Victoria | 8–1    | Orlando González Ruiz   | UD   | 10           | 9 Oct 2021         | T-Mobile Arena, Paradise, Nevada, US                   | Gana el título vacante de la North American Boxing Federation   |
| 8   | Victoria | 7–1    | Ryan Lee Allen          | UD   | 6            | 22 de mayo de 2021 | Virgin Hotels Las Vegas, Paradise, Nevada, US          |                                                                 |
| 7   | Victoria | 6–1    | Brandon Valdés          | TKO  | 6 (8), 2:58  | 12 Dec 2020        | MGM Grand Conference Center, Paradise, Nevada, US      |                                                                 |
| 6   | Victoria | 5–1    | Félix Caraballo         | UD   | 8            | 19 Sep 2020        | MGM Grand Conference Center, Paradise, Nevada, US      |                                                                 |
| 5   | Victoria | 4–1    | Adan Gonzales           | UD   | 6            | 2 Jul 2020         | MGM Grand Conference Center, Paradise, Nevada, US      |                                                                 |
| 4   | Victoria | 3–1    | Yeuri Andujar           | TKO  | 1 (6), 0:54  | 9 Jun 2020         | MGM Grand Conference Center, Paradise, Nevada, US      |                                                                 |
| 3   | Victoria | 2–1    | Rafeal Morales          | KO   | 4 (6), 2:59  | 21 Feb 2020        | Miccosukee Indian Gaming Resort, Miami, Florida, US    |                                                                 |
| 2   | Victoria | 1–1    | Fernando Ibarra De Anda | KO   | 6 (6), 1:37  | 9 Nov 2019         | Chukchansi Park, Fresno, California, US                |                                                                 |
| 1   | Derrota  | 0–1    | Adan Gonzales           | SD   | 4            | 10 Aug 2019        | Liacouras Center, Philadelphia, Pensilvania, US        |                                                                 |